# لاکولیا
لا کلییا دهستانی در استان آبیلای اسپانیا است.
در این دهستان ۲۲۳ نفر زندگی می‌کنند. مساحت این دهستان ۱۱٫۲۱ کیلومتر مربع است.